# 少女胸像
《少女像》，是臺灣近代藝術家黃土水於1919年創作的雕刻作品，為黃土水少數留存的大理石雕作品。現於臺北市大同區太平國民小學內展覽，並於2021年指定為臺北市一般古物。

## 沿革
臺北市大同區太平國民小學於1898年臺灣日治時期時創校，時名大稻埕公學校，後改名太平公學校。黃土水在12歲時以插班方式進入該校就讀，於1911年畢業後升入臺灣總督府國語學校，後自該校畢業後則分發重返太平公學校任教，擔任訓導行政工作。1915年，黃土水赴日留學東京美術學校（今東京藝術大學）。

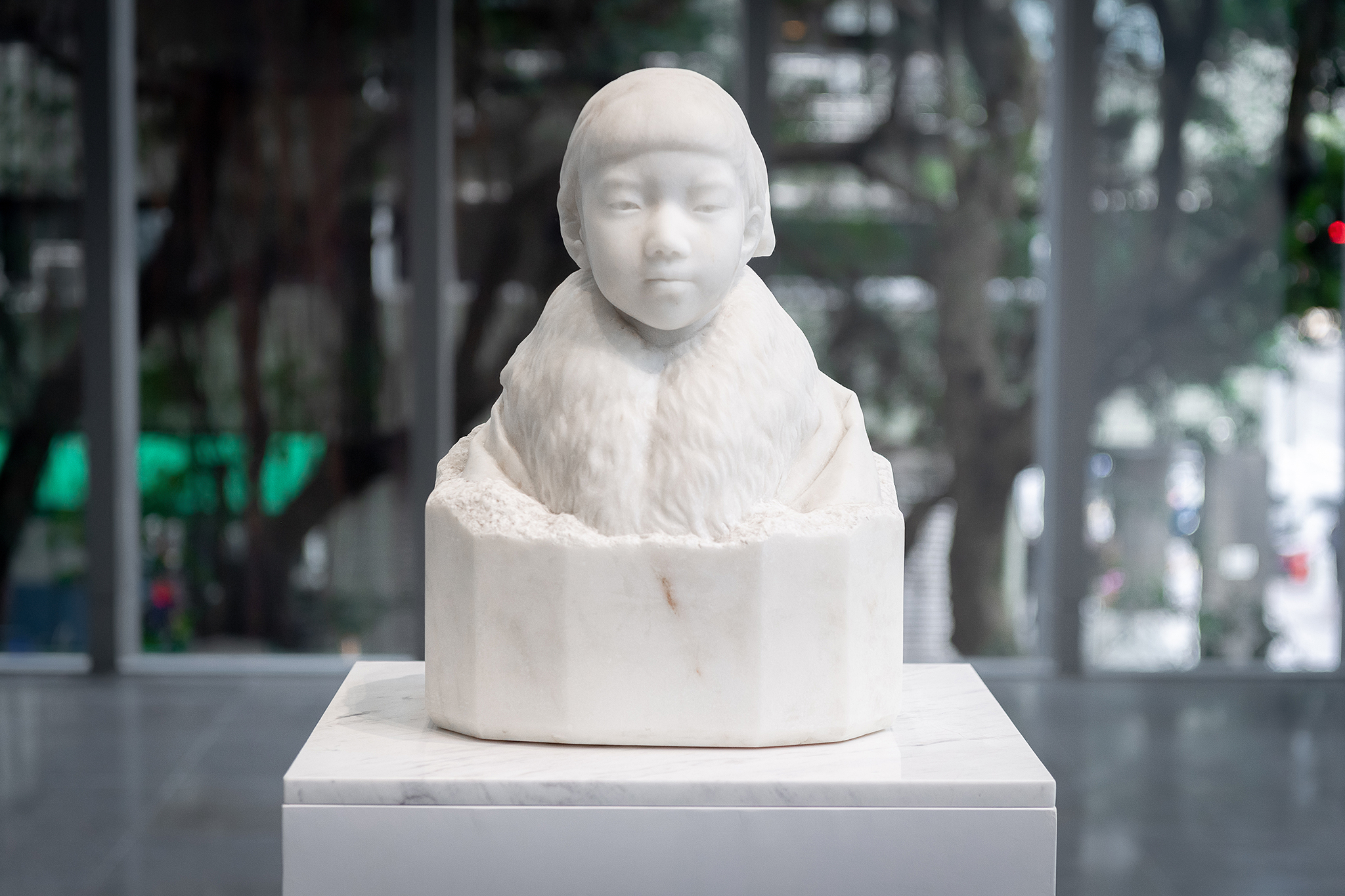
少女胸像在北師美術館「不朽的青春—台灣藝術再發現」展出，為其首次借展於太平國小校外

1919年至1920年，黃土水將於東京美術學校畢業，在學校主修木雕的他前往客居東京的義大利雕刻家佩斯奇·奧蒂利奧（Ottilio Pesci）的工作坊觀摩，先於同年完成《男嬰頭像》大理石雕。後憑自學方式學得大理石雕刻，因而以創作少女胸像作為畢業展之作品。該雕像以一名居住於東京的少女「久子」作為原型。之後，他利用返臺探親機會將《少女胸像》運回臺北市，贈送給母校太平公學校。1920年10月29日下午，久邇宮邦彥王與邦彥王妃俔子第一次訪臺時曾至大稻埕公學校參觀《少女胸像》。
1923年4月，皇太子裕仁應時任臺灣總督田健治郎的邀請臺灣行啟，並在4月18日上午11時10分抵達太平公學校。他指名欣賞黃土水捐贈的石雕作品即少女胸像，並留下「太平公學校皇太子行啓紀念碑照片」作為該事件之紀錄。此後，少女胸像長期被校方存放於玻璃櫃中。
2020年，福祿文化基金會、中央研究院、國立臺灣大學藝術史研究所等學者共同在北師美術館舉辦「不朽的青春—台灣藝術再發現」的展覽。該展覽為首次自太平國小借展公開展出少女胸像。此雕像由來自東京藝術大學的修復專家森純一整理修復，經修復後，少女胸像才正式展覽。

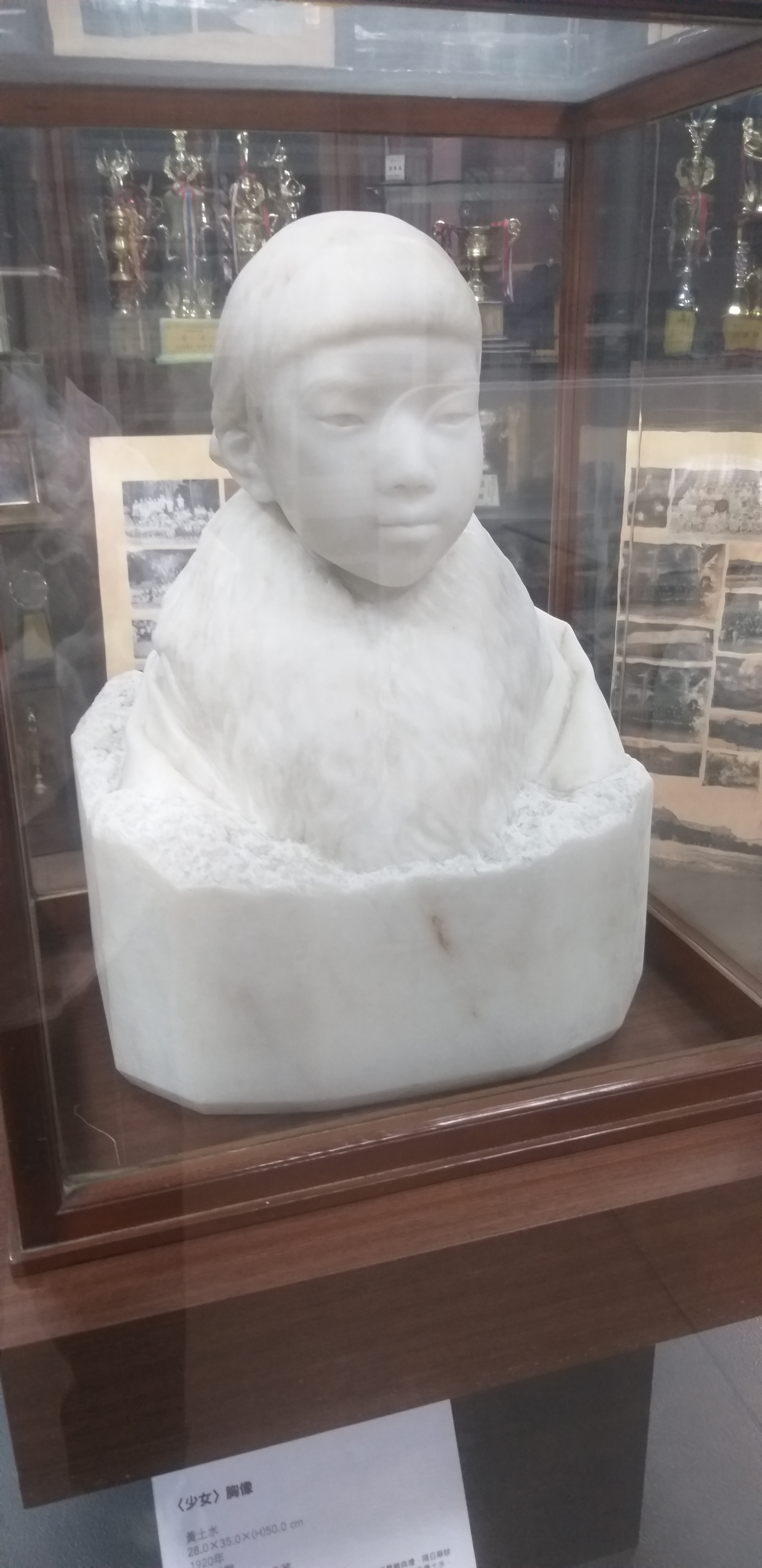
少女胸像於太平國小展示

展覽落幕後少女胸像胸像的典藏維護與開放展示議題備受社會關注，太平國小為該雕像建置獨立保全的展示櫃，並計畫升級保存環境。台北市立文獻館館長詹素貞對此表示少女胸像在2019年已被指定應提報為文化資產，僅待太平國小提出申請、胸像得到文資身分，因而不干涉校方處置雕像。
2022年1月6日，時任臺北市副市長蔡炳坤會同臺北市立美術館館長王俊傑及市政府團隊為胸像再度交換意見，期望《少女胸像》可以移至北美館典藏。然而該事前提仍須所有權人及校方家長會同意，國家文化藝術基金會董事長林曼麗並藉此提出繼續留置在太平國小，需要改善現有陳列條件，可以把雕像移置到獨立的展示空間方案、移至社區，修建社區展覽會所方案及由北美館暫時寄存或永久收藏等共三種方案。
在國家文化藝術基金會的推助下，太平國小校友王道商業銀行榮譽董事長駱錦明捐助1,000萬元，斐儷珠寶董事長陳君毅、信源企業總裁許義榮各贊助300萬元共1600萬元，促成「太平國小博物館建置與營運專案」並進駐太平國小整理校方歷史文物藏品、並進行整飭開放式庫房的籌備計畫。博物館將規畫4大空間，包含展設博物館大廳、小型特展室與《少女胸像》常設展出的「黃土水專室」與「小田園」，該展覽預定2023年年底試營運，2024年4月開館，採預約制。
2023年初，國立臺灣美術館以黃土水為主題舉辦「臺灣土・自由水：黃土水藝術生命的復活」展覽開幕式，展示37件黃土水現存作品，以及照片、書信、雜誌、明信片等相關文獻，並將《少女胸像》及《甘露水》、《釋迦出山像》、《男嬰頭像》等作品置放於同展間公開展示。